# Georgetown, South Carolina
Georgetown är administrativ huvudort i Georgetown County i South Carolina. Orten hade 9 163 invånare enligt 2010 års folkräkning.